# Satubinha
Satubinha is een gemeente in de Braziliaanse deelstaat Maranhão. De gemeente telt 8.715 inwoners (schatting 2009).